# Större chathambeckasin
Större chathambeckasin (Coenocorypha chathamica) är en utdöd fågel i familjen snäppor inom ordningen vadarfåglar. Fågeln var endemisk för Chathamöarna. Den är endast känd från fossila lämningar, men kan ha överlevt in på 1800-talet.  

## Tidigare förekomst och utrotning
Större chathambeckasin beskrevs som art 1893 av Henry Ogg Forbes. Den är endast känd från upphittade kranier och näbbar i sanddyner och grottor på huvudön Chatham i Chathamöarna, men även Pitt. Fågeln tros ha utrotats av människan införda polynesisk råttan mellan år 1500 och 1800 och på ön Pitt av katter fram till slutet av 1800-talet. Varför denna art utrotades och inte mindre chathambeckasin är okänt. 

## Kännetecken
Henry Forbes noterade storleksskillnaden mot nu levande arten mindre chathambeckasin (C. pusilla) som också förekommer i Chathamöarna. Hans beskrivning var dock mycket kortfattad: "En mycket större art än G. pusilla. Näbben är tre tum lång". Percy Lowe kvantifierade näbblängden 1915 till 63–77 mm jämfört med 54 mm för mindre chathambeckasin, men i paritet med andra arter i Coenocorypha. I övrigt har inga skillnader noterats. Kunskap om artens levnadssätt saknas helt. 

## Evolution
Genetiska studier bland levande arter av Coenocorypha-beckasiner visar att mindre chathambeckasin skilde sig från snaresbeckasinen (C. huegeli) för endast 42 000 år sedan, och dessa två från aucklandbeckasinen (C. aucklandica) för 96 000 år sedan. Att två arter beckasiner utvecklats i ögruppen anses anmärkningsvärt och saknar motstycke i regionen. Med tanke på att näbblängden hos större chathambeckasinen överensstämmer med aucklandbeckasinen har det föreslagits att chathamica härstammar från den ursprungliga beckasinart som koloniserade Chathamöarna, möjligen samtidigt som denna koloniserade Aucklandöarna. Mindre chathambeckasinen ska då ha kommit senare och utvecklat sin mindre storlek för att undvika konkurrens med chathamica. 
En alternativ teori är att större och mindre chathambeckasinen trots allt utgör en och samma art. Denna var längre tillbaka mycket mer varierande i kroppsstorlek, med endast de allra minsta överlevande på ön Rangatira där mindre chathambeckasin finns idag. Detta kan förklara observationer av storväxta beckasiner på Rangatira 1999–2001.